# Деветак, Младен
Мла́ден Де́ветак (серб. Младен Деветак; 12 марта 1999, Нови-Сад, Союзная Республика Югославия) — сербский футболист, защитник клуба «Риека».

## Клубная карьера
Младен является воспитанником «Войводины». За основной состав клуба из Нови-Сада Деветак дебютировал 21 мая 2017 года в домашней встрече с «Явором».
В июне того же года защитник подписал свой первый профессиональный контракт сроком на четыре года.

## Карьера в сборной
Младен в составе юношеской сборной Сербии (до 17 лет) принимал участие во встречах финальной стадии чемпионата Европы 2016 против сборных Италии и Испании. Сербы заняли четвёртое место в группе и не смогли пройти в 1/4 финала турнира.